# Pama (Burkina Faso)
Pour les articles homonymes, voir Pama.
Pour le département et la commune urbaine, voir Pama (département).
Pama est une ville du département et la commune urbaine de Pama, dont elle est le chef-lieu, située dans la province de la Kompienga de la région Est au Burkina Faso. La ville est  également le chef-lieu de la province.

## Géographie

### Situation et environnement
Pama se trouve à 100 km au sud de Fada N’Gourma, le chef-lieu de la région.

### Démographie
La ville est subdivisée en quatre secteurs urbains, totalisant 8 541 habitants recensés (données de population consolidées en 2012 issues du recensement général de la population de 2006) :
- Secteur 1 (1 158 habitants)
- Secteur 2 (4 595 habitants)
- Secteur 3 (1 367 habitants)
- Secteur 4 (1 421 habitants)

## Transports
La ville dispose d'un aérodrome situé à 2 km au nord-ouest du centre-ville.
Elle est traversée par la route nationale 18 reliant la capitale régionale Fada N’Gourma à la frontière béninoise, via la zone de Koalou/Kourou revendiquée par les deux pays (prolongée ensuite par la route RNIE 3 au Bénin vers Dassa-Zoumè au centre-sud du pays).

## Santé et éducation
Pama accueille le centre hospitalier de son district sanitaire homonyme, avec une antenne chirurgicale.
La ville possède trois écoles primaires publiques (les écoles A dans le secteur 1, B dans le secteur 3, l'école de Diapienga dans le secteur 2), un centre communautaire et une maison de la Femme.

## Culture et patrimoine

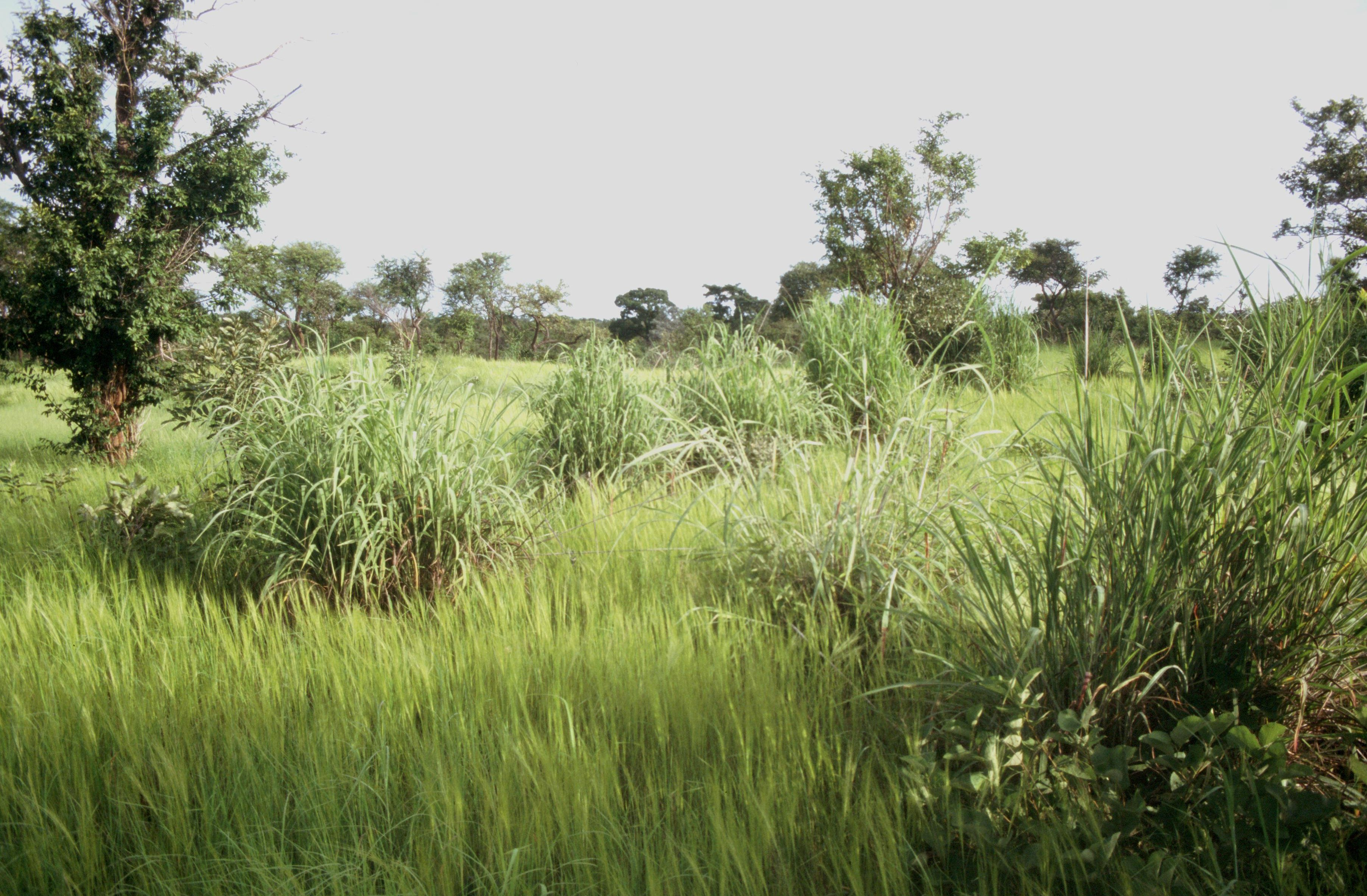
Savane soudanienne avec Andropogon gayanus dans la Réserve partielle de Pama.
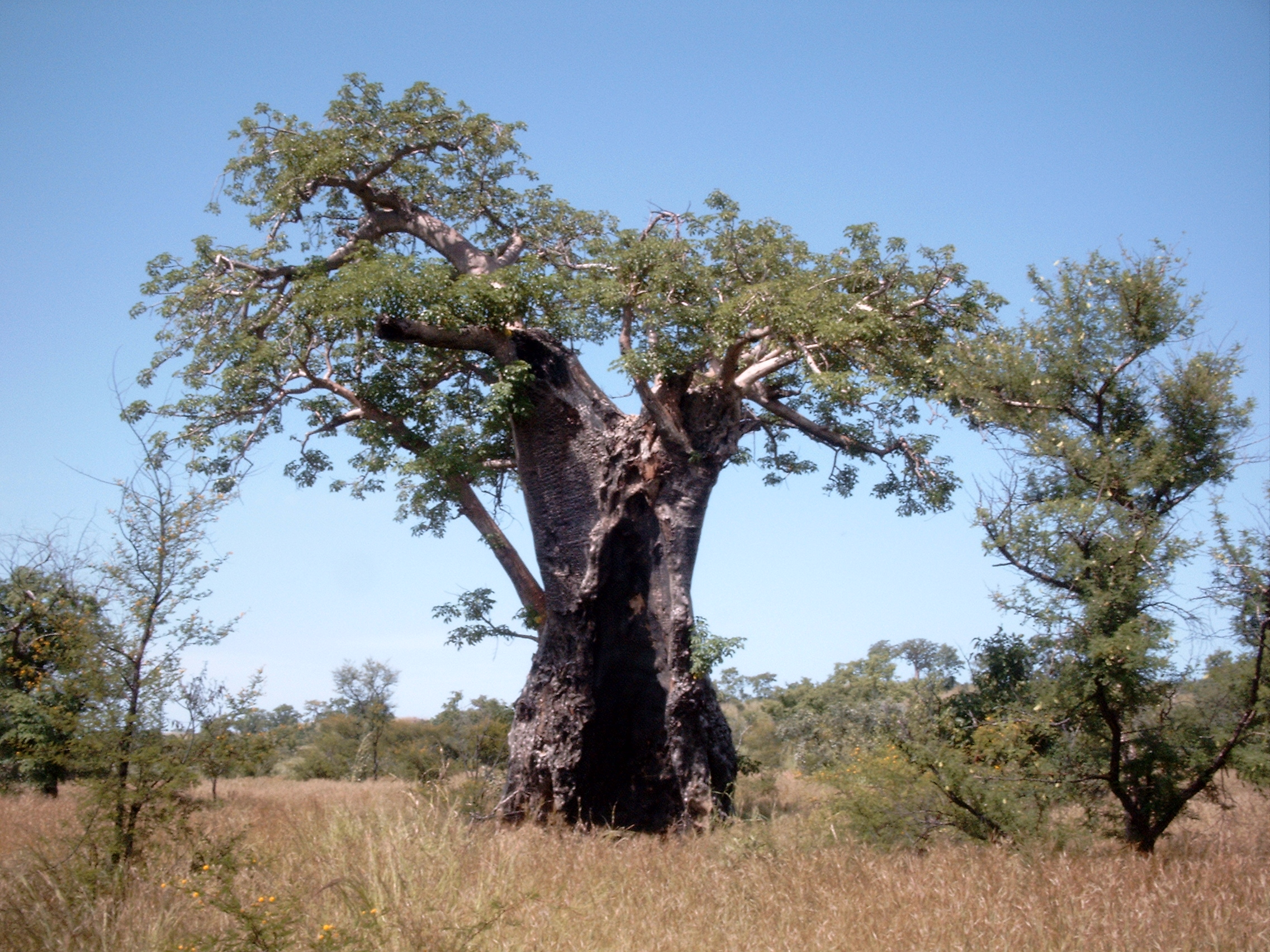
Adansonia digitata dans la Réserve partielle de Pama.
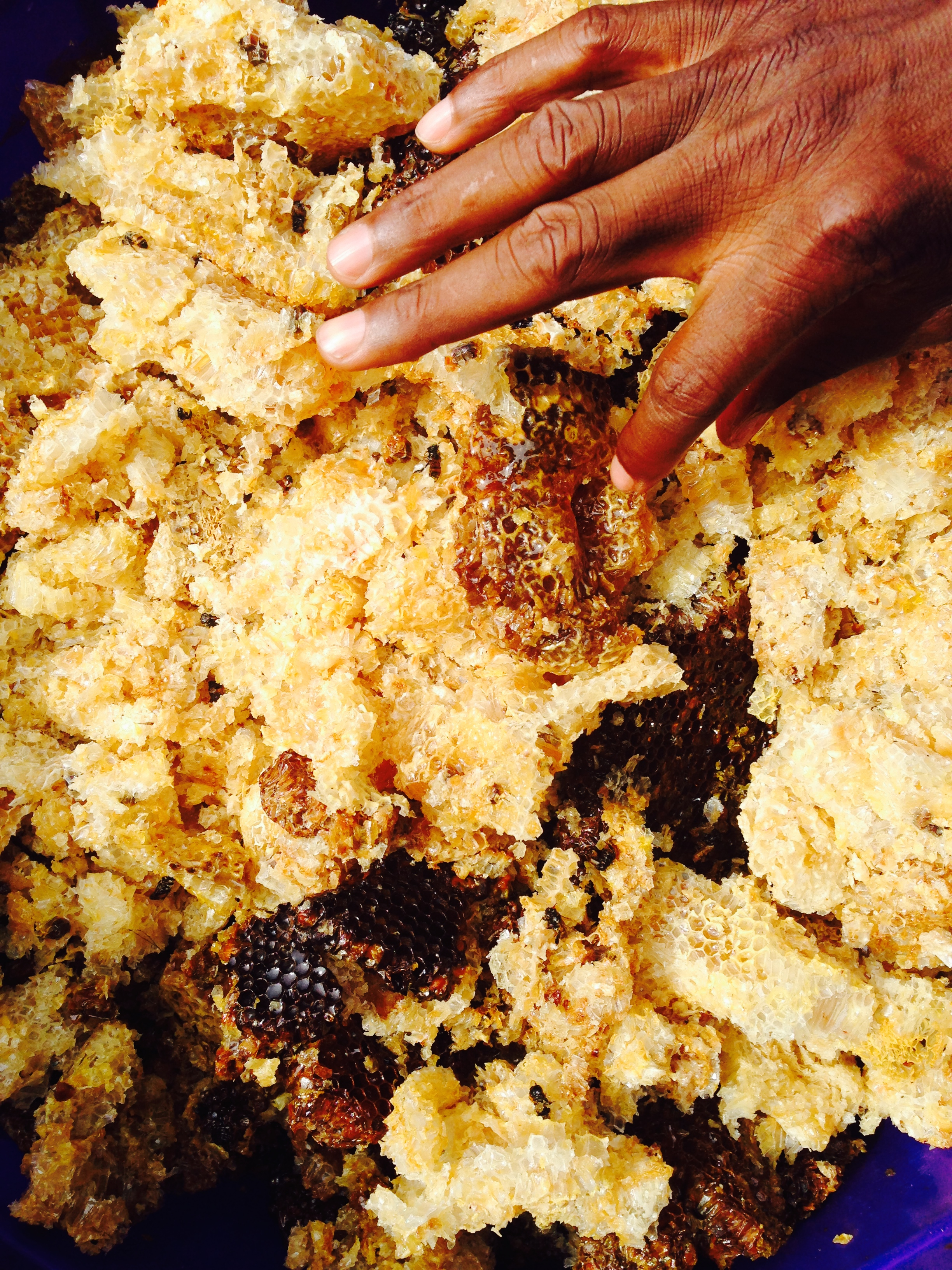
Récolte du miel à Pama.
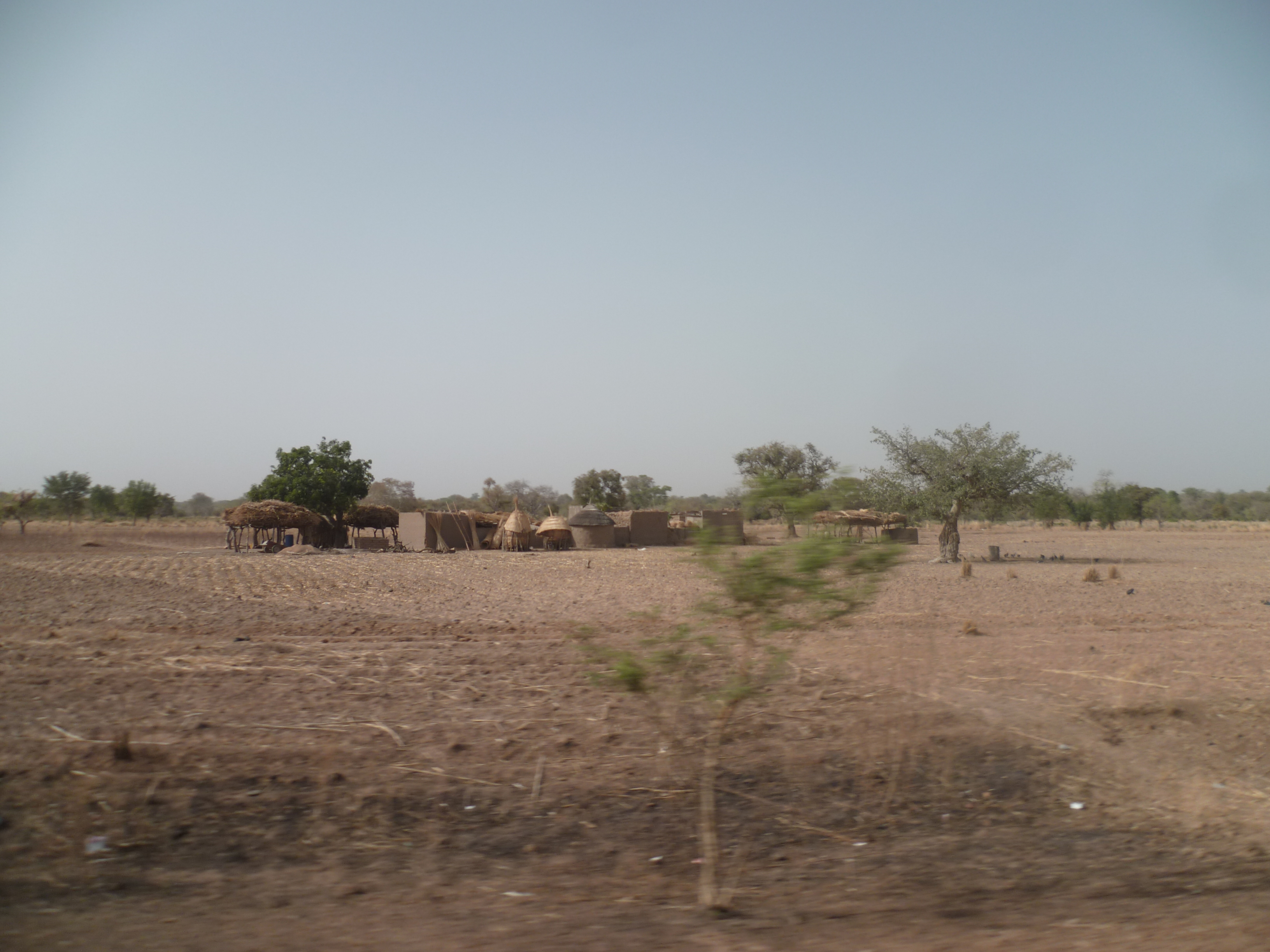
Concession rurale.